# طيط أورماس (طيط أورماس)
طيط أورماس هو دُوَّار يقع بجماعة أمرصيد، إقليم ميدلت، جهة درعة تافيلالت في المملكة المغربية. ينتمي الدوّار لمشيخة طيط أورماس التي تضم 5 دواوير. يقدر عدد سكانه بـ 421 نسمة حسب الإحصاء الرسمي للسكان والسكنى لسنة 2004.

## روابط خارجية
- البوابة الوطنية للجماعات الترابية نسخة محفوظة 12 مارس 2018 على موقع واي باك مشين.
- المندوبية السامية للتخطيط